# Georgius Macropedius
Georgius Macropedius, geboren als Joris van Lanckvelt (Gemert, 23 april (?) 1487 – 's-Hertogenbosch, eind juli 1558), was een Nederlandse humanist, rector, pedagoog en toneelschrijver. Hij werd tot ver buiten de Nederlanden beroemd als schrijver van leerboeken en toneelstukken. Zijn werken bleven na zijn dood aanvankelijk invloedrijk, maar raakten na ruim een eeuw in vergetelheid. Eind negentiende eeuw werd Macropedius herontdekt. De wetenschappelijke belangstelling voor hem houdt sindsdien aan en zijn toneelstukken worden weer gespeeld. Ze worden onder meer geprezen omdat Macropedius – net als de latere Nederlandse schilders – de huishoudens uit die tijd weergaf op een 'meedogenloos realistische manier'.
Macropedius volgde de Latijnse school te 's-Hertogenbosch. Daarna bereidde hij zich door middel van zelfstudie voor op het priesterschap en op het geven van onderwijs. Hij werd docent aan de school waar hij was opgeleid en werd vervolgens als rector gedetacheerd naar de Latijnse school in Luik. Op veertigjarige leeftijd werd hij benoemd tot rector van de school in ’s-Hertogenbosch en drie jaar later tot rector van de Hieronymusschool in Utrecht. Hij nam ontslag op zijn zeventigste en keerde terug naar ’s-Hertogenbosch, waar hij overleed tijdens een pestepidemie.
Als jonge twintiger was Macropedius begonnen met het schrijven van toneelstukken in het Neolatijn, toentertijd in grote delen van Europa de voertaal van de wetenschappelijke gemeenschap. Hij schreef zowel kluchten als serieuze stukken en ontwikkelde zich tot de grootste Latijnse toneelschrijver van de zestiende eeuw. Gebaseerd op zijn ervaringen als docent en vanuit zijn humanistische opvattingen schreef hij ook schoolboeken. Die hebben veel bijgedragen aan de onderwijshervormingen die destijds werden doorgevoerd in de Nederlanden en daarbuiten.

## Levensloop

### Afkomst en familie

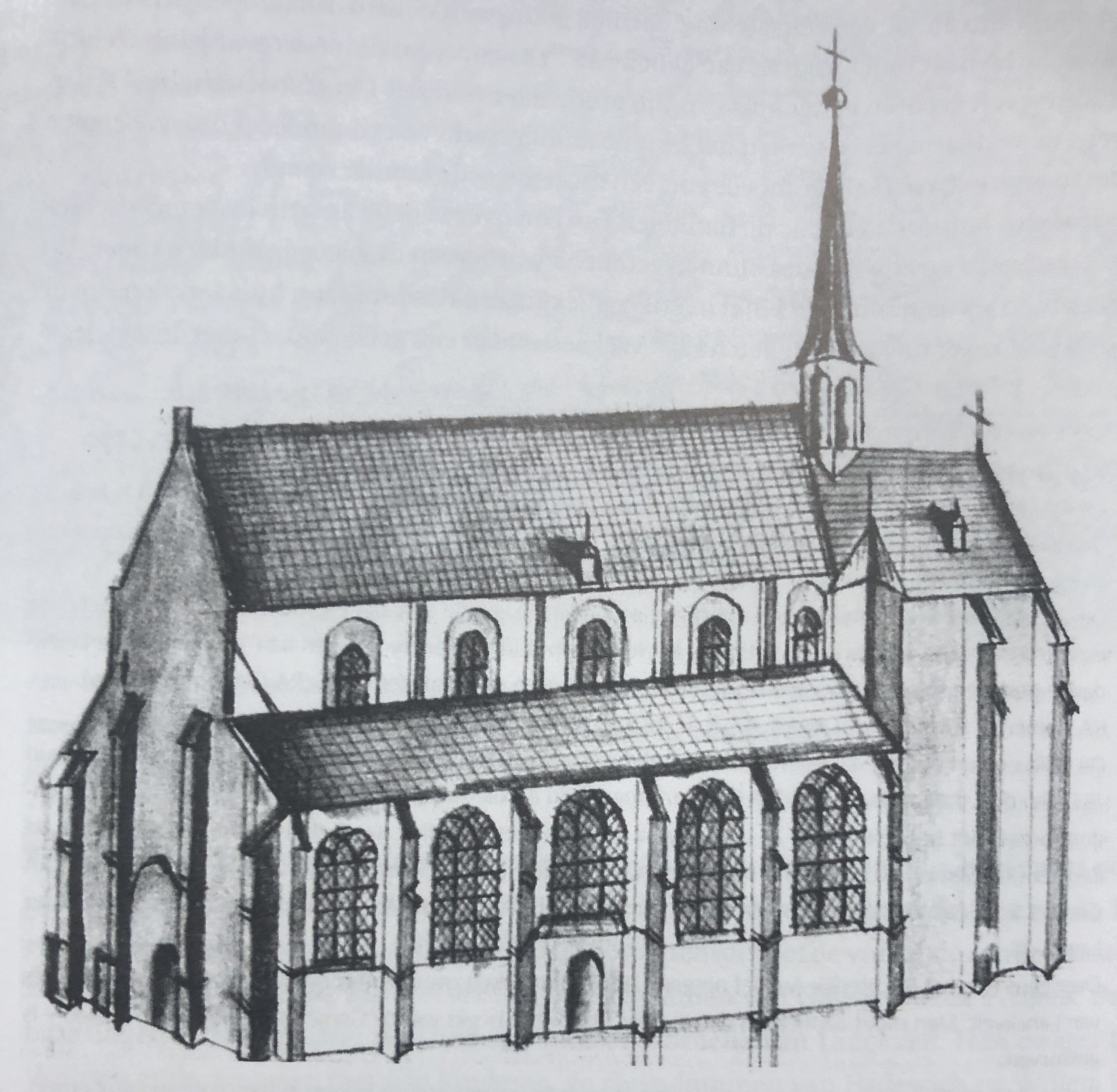
Parochiekerk Sint-Jan te Gemert zoals die eruitzag toen Joris van Lanckvelt er les kreeg van de pastoor.

Joris van Lanckvelt was de zoon van Willem Truyen en Hadewich van Lanckvelt. Van de vader is niet veel meer bekend dan dat hij een buitenechtelijk kind was van Jan Truyen. De moeder was enig kind van Andries van Lanckvelt, een buitenechtelijke zoon van de adellijke Goyart van Lanckvelt. De familie Van Lanckvelt ontleende haar naam aan het leengoed Lanckvelt te Erp. Omdat Andries een onechte nazaat was, behoorden hij, zijn dochter Hadewich en zijn kleinzoon Joris tot de niet-adellijke tak van de familie Van Lanckvelt. Hoewel zij geen aanspraak konden maken op de rijkdom van de adellijke tak, waren ze niet onbemiddeld. Er bestond een goede relatie tussen beide familietakken.
Uit Gemertse archiefstukken valt af te leiden dat het gezin van Willem Truyen inwoonde bij Andries van Lanckveld. Deze bezat een huis met landerijen in de buurtschap Den Heuvel en vermoedelijk is Joris daar geboren. Zijn geboortedatum is niet in archiefstukken gevonden, maar is berekend uit gegevens die Joris over zichzelf noteerde in brieven die hij op latere leeftijd schreef. Daaruit blijkt dat hij geboren moet zijn in april/mei 1487. Naar alle waarschijnlijkheid is de exacte datum 23 april, de naamdag van Sint-Joris; hij zou dan vernoemd zijn naar zijn geboorteheilige. Dat aan zijn voornaam Joris de achternaam van de moeder werd toegevoegd was in die tijd normaal, zeker als de moeder behoorde tot een familie die welgestelder was dan die van de vader.
Joris van Lanckvelt groeide op met twee jongere zussen, Cornelia en Barbara. Cornelia trad op jeugdige leeftijd in bij de Zusters van het Gemene Leven en Barbara trouwde met Jan Jacobs, met wie zij twee kinderen kreeg. Joris bezocht de Gemertse parochieschool, waar de pastoor hem leerde lezen, schrijven, rekenen en zingen. Toen hij tien jaar was verhuisde hij naar 's-Hertogenbosch om verder te leren aan de Latijnse school. Dat was een in heel Europa wijdverbreid schooltype, waarin leerlingen (uitsluitend jongens, afkomstig uit de hogere en middenklasse) voorbereid werden op een religieus ambt of een studie aan een universiteit.

### Opleiding

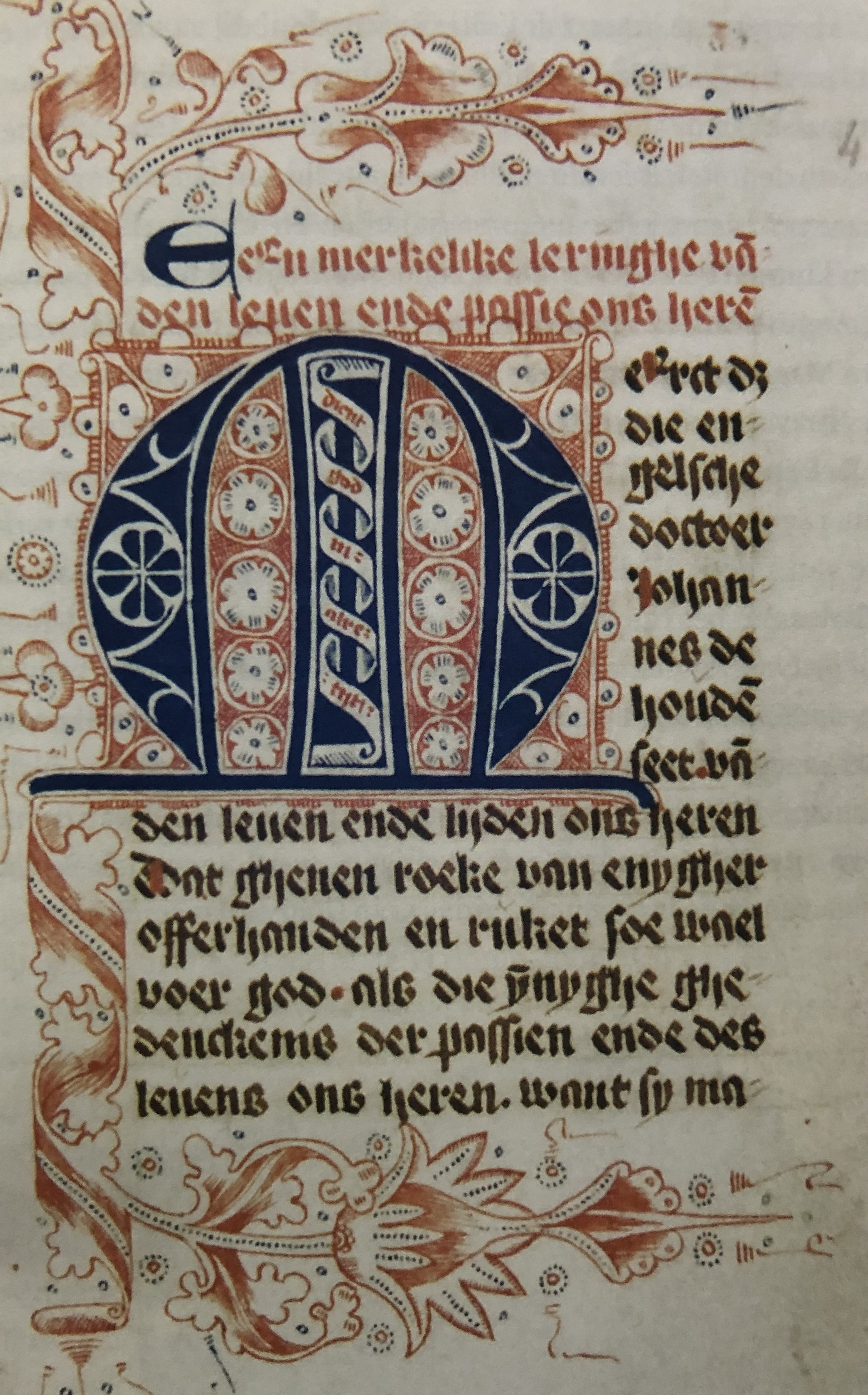
Pagina uit een meditatieboek omstreeks 1500 geschreven in het scriptorium van de Broeders van het Gemene Leven in 's-Hertogenbosch.

De Latijnse school in 's-Hertogenbosch, waar Van Lanckvelt zijn opleiding kreeg, was een kathedraalschool, verbonden aan de Sint Jan, en gelegen aan de Kerkstraat. Hoewel er geen directe bewijzen voor gevonden zijn, is het aannemelijk dat hij zijn opleiding aan de Latijnse school begon in 1497. Wat vaststaat is dat hij de opleiding afrondde in 1502. Waarschijnlijk was Van Lanckvelt aanvankelijk in de kost bij particulieren, wellicht familieleden. Zeker vanaf zijn twaalfde jaar woonde hij in een van de convicten van de Broeders van het Gemene Leven. De broeders, fraters genoemd, waren volgelingen van de Moderne Devotie, een spirituele beweging die zich afzette tegen het verval in de Rooms-Katholieke Kerk. In hun convicten boden de broeders voeding en onderdak aan scholieren van de Latijnse school en richtten ze zich op hun religieuze en morele opvoeding. De fraters gaven verder bijles en hielden toezicht op de studie, maar waren slechts bij uitzondering als leraar aan de school verbonden.
Nadat hij de Latijnse school met succes had doorlopen, trad Van Lanckvelt toe tot de fratergemeenschap. Hij liet zich in 1502 inschrijven als 'Frater Georgius uit Gemert' en ontving als teken van intreding zijn tonsuur (kruinschering). Sindsdien woonde hij in het Gregoriushuis, het Bossche fratershuis van de Broeders van het Gemene Leven. Zoals alle 'getonsureerden' was Van Lanckvelt daar belast met de zorg voor zieken en voor gasten, en vervulde hij de functie van koster. Ook werkte hij voor het scriptorium, waar hij handschriften overschreef, en de kopieën versierde en inbond. In het Gregoriushuis bereidde hij zich voor op het priesterschap en op een loopbaan in het onderwijs. Hij deed dat door zelfstudie, waarbij hij gebruikmaakte van de rijke huisbibliotheek. Zo bekwaamde hij zich in de zeven vrije kunsten, de zeven wetenschappelijke gebieden die samen het studieprogramma vormden in Latijnse scholen en universiteiten. Daarnaast maakte hij zich de ideeën eigen die humanisten hadden over het onderwijs.
Rond 1508 werd Van Lanckvelt belast met de dagelijkse leiding van het Gregoriushuis. Hij gaf er als repetitor bijles aan leerlingen van de Latijnse school in Latijn, Grieks, kerkzang en kalligrafie. Hij gaf hen ook godsdienstles en preekte enkele malen per dag voor hen. In die tijd maakte Van Lanckvelt kennis met de toneelstukken van de humanist Johannes Reuchlin. Die inspireerden hem om ook zelf toneelstukken te gaan schrijven. De eerste ontwerpen van zijn toneelstuk Asotus (De Verloren Zoon) dateren uit die periode. Hij schreef zijn stukken in het Latijn; ze waren bedoeld om opgevoerd te worden door de leerlingen van de Bossche Latijnse school. Het was ook in die periode dat Van Lanckvelt voor het eerst last kreeg van jicht, een reumatische gewrichtsontsteking die wordt gekenmerkt door terugkerende pijnaanvallen. Hij bleef zijn leven lang last houden van deze aandoening. Omstreeks 1512 werd Van Lanckvelt tot priester gewijd.

### Leraar te 's-Hertogenbosch

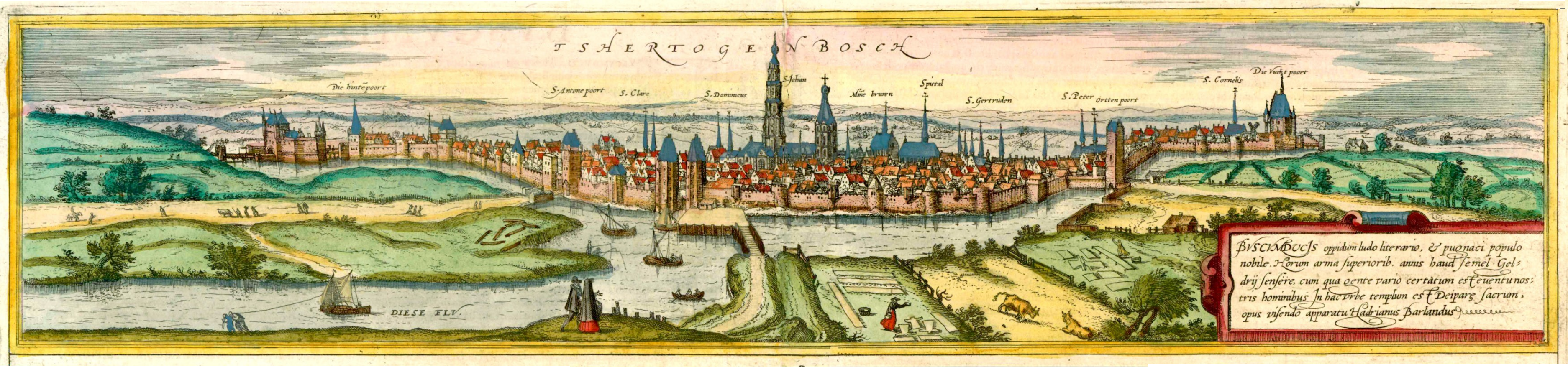
's-Hertogenbosch in de zestiende eeuw. Op ongeveer een derde van links, achter de Antoniuspoort, liggen de gebouwen van de Broeders van het Gemene Leven.

Enkele jaren later – in ieder geval vanaf 1515 – was Van Lanckvelt als leraar verbonden aan de Latijnse school van 's-Hertogenbosch. Die school was voorzichtig begonnen met het hervormen van het onderwijs dat tot die tijd traditioneel middeleeuws was. Van Lanckvelt zette samen met twee collega-docenten de onderwijsvernieuwing in humanistische geest door. In lijn met de ideeën van de Moderne Devotie verwachtten de humanisten van die tijd dat het bestuderen van de klassieke talen en van de geschriften van klassieke schrijvers zou leiden tot een zuivering van het kerkelijk en godsdienstig leven en tot een opbloei van zedelijkheid en deugd.
Zoals de gewoonte was onder zestiende-eeuwse humanisten, nam Van Lanckvelt een klassiek klinkende achternaam aan. Voluit noemde hij zich Georgius Macropedius, waarin Georgius de Latijnse vorm is van Joris. Macropedius is een combinatie van de Griekse woorden μακρός (makros) = lang en πεδιον (pedion) = veld, met een Latijnse uitgang. Door te kiezen voor Grieks profileerde hij zich als een humanistische onderwijsvernieuwer.

### Rector te Luik

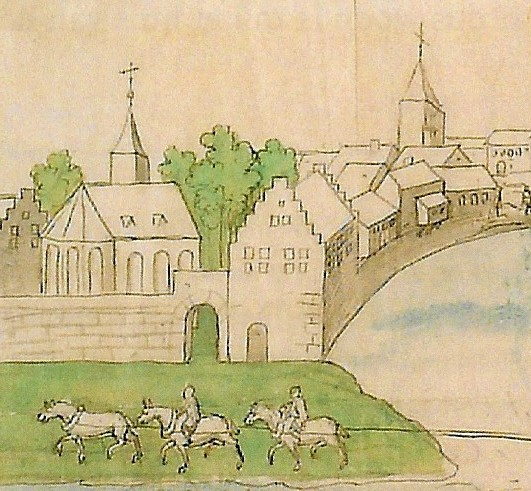
De gebouwen van de Broeders van het Gemene Leven te Luik in 1553. De poort geeft toegang tot de kerk en het kerkhof. Rechts daarvan de Hieronymusschool. De paarden op de voorgrond trekken boten over de Maas.

Omstreeks 1524 werd Macropedius benoemd tot rector van de Sint-Hieronymusschool in Luik. De school was in 1497, op verzoek van prins-bisschop Johan van Horne en van de stadsmagistraat van Luik, gesticht door de Broeders van het Gemene Leven uit 's-Hertogenbosch. De naam verwees naar Hiëronymus van Stridon, een van de beschermheiligen van de Broeders. Naast de school hadden de fraters ook een kerk en een klooster laten bouwen, en hadden ze enkele huizen gekocht voor de opvang van armlastige scholieren.
Over de activiteiten van Macropedius in Luik zijn weinig details bekend. Waarschijnlijk ving hij aan met zijn werkzaamheden in de tweede helft van 1524 en beëindigde hij die begin 1527. Zeker is dat de school in de jaren 1510 goed onderwijs gaf en als enige instelling in Luik de bevoegdheid had om een volledig programma Latijn te geven. Begin jaren 1520 ontstond onenigheid tussen de leraren over het leerplan, waardoor de kwaliteit van het onderwijs gevaar liep en alle vooruitgang stilviel. Aangenomen wordt dat het Bossche moederhuis Macropedius detacheerde naar Luik om orde op zaken te stellen.
Uit enkele bronnen blijkt dat de problemen tijdig opgelost werden en dat de Luikse Hieronymusschool – samen met de Bossche Latijnse school – als een modelschool werd beschouwd. Zo stelde pedagoog Johannes Sturm, tien jaar na het vertrek van Macropedius, de Luikse school als voorbeeld aan het stadsbestuur van Straatsburg voor de inrichting van het Latijnse onderwijs aldaar. De Belgische historicus Léon-Ernest Halkin stelde vast dat de school in de eerste helft van de zestiende eeuw tot grote bloei kwam en het voor die tijd grote aantal van 1600 leerlingen bereikte. Het succes van de Luikse school schreef hij toe aan een groepje uitstekende docenten, onder wie Macropedius.

### Rector te 's-Hertogenbosch
In 1527 keerde Macropedius terug naar 's-Hertogenbosch waar hij benoemd werd tot rector van de Latijnse school aldaar. Over deze periode, die een drietal jaren duurde, is zeer weinig bekend. Het enige vermeldenswaardige is dat de latere cartograaf Gerard Mercator toen tot zijn leerlingen behoorde.

### Rector te Utrecht

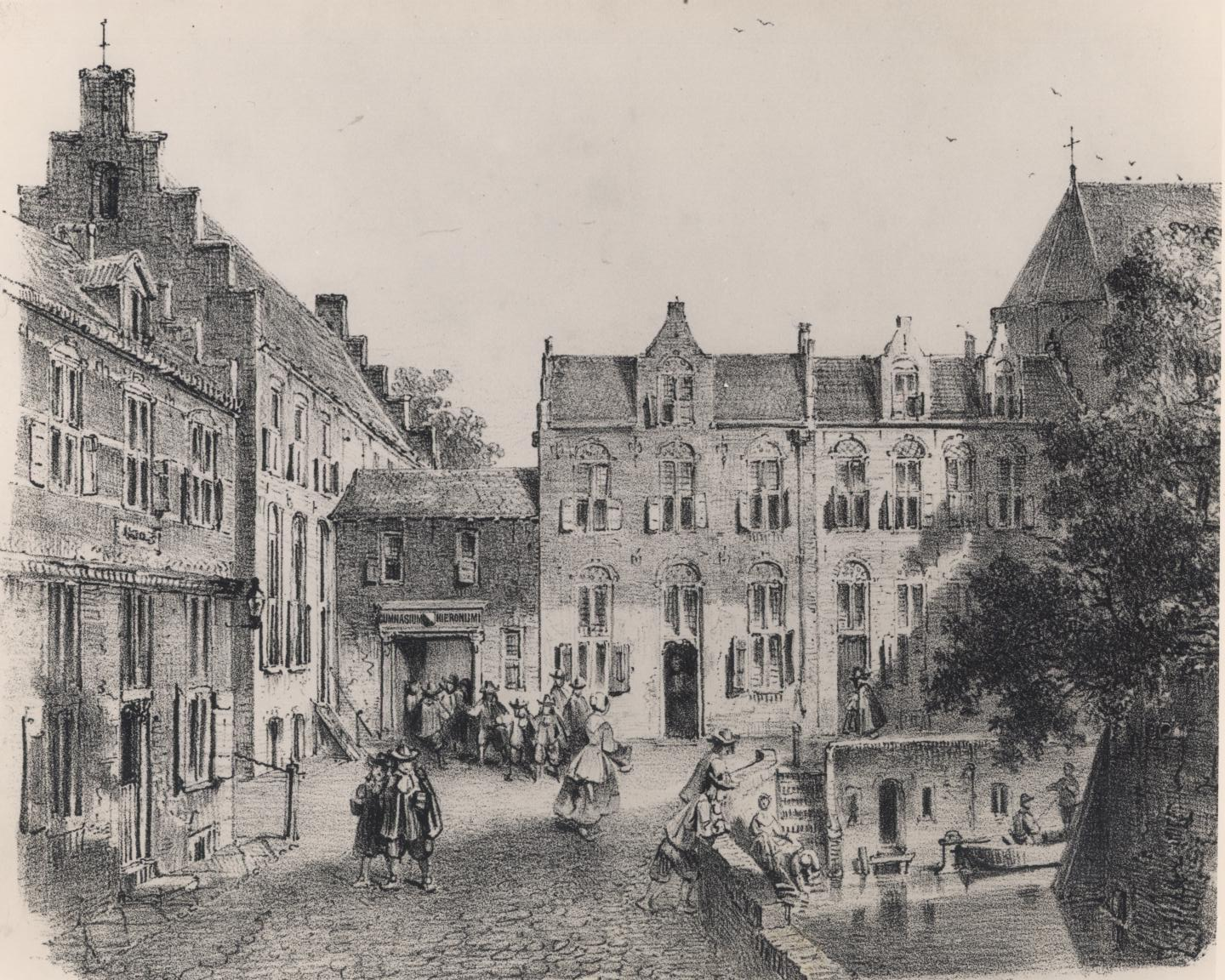
De Utrechtse Hieronymusschool in de zeventiende eeuw

In 1530 verhuisde Macropedius naar Utrecht, in die dagen de grootste stad van de Noordelijke Nederlanden. De stad had een roerige periode achter de rug, waarin keizer Karel V de macht in het Sticht Utrecht had verkregen. Het stadsbestuur voerde strenge maatregelen uit tegen de opkomende protestantse Reformatie. Alle lutherse boeken moesten worden ingeleverd en nieuwe ketterse boeken mochten niet meer gedrukt en verhandeld worden. Het stadsbestuur wenste het onderwijs aan te passen aan de nieuwe situatie en wilde een van de scholen omvormen tot bijzondere stadsschool naar het voorbeeld van 's-Hertogenbosch en Luik. De keuze viel op de Hieronymusschool, en Macropedius – die inmiddels een zekere faam genoot en bekend stond om zijn rechtheid in de rooms-katholieke leer – werd benoemd tot rector. Tevens werd hij aangesteld als rector van het convict waarin de armlastige studenten waren gehuisvest.
De Hieronymusschool was in 1474 op uitnodiging van het Utrechtse stadsbestuur gesticht door Broeders van het Gemene Leven van het Hieronymushuis te Delft. De school onderscheidde zich van vele andere scholen van de Broederschap doordat de Utrechtse fraters zelf les gaven en de gehele wetenschappelijke opleiding op zich namen. Macropedius trad in 1530 in Utrecht aan als rector en docent; hij gaf les in de talen Latijn, Grieks en wellicht ook Hebreeuws, en verder in dichtkunst, retorica, wiskunde en muziektheorie.

#### Onderwijshervormer
Als rector van de school voerde Macropedius hervormingen door, die gebaseerd waren op de humanistische visie op het onderwijs. Zijn leerlingen moesten later vaardig zijn in het houden van een betoog, het schrijven van een Latijnse brief en in het componeren van een passend Latijns gedicht bij voorkomende gelegenheden. Macropedius leerde zijn pupillen om te rekenen in Arabische cijfers in plaats van de gebruikelijke Romeinse cijfers. Bovendien voerde hij twee kopklassen in waarin de leerlingen een groot deel van het propedeuseprogramma van de universiteiten konden volgen: wiskunde, natuurkunde, filosofie, theologie en rechten.
In navolging van Alexander Hegius, die in 1483 als eerste in de Noordelijke Nederlanden in de Latijnse school van Deventer het Grieks had geïntroduceerd, deed Macropedius dat ook in Utrecht. Grieks werd door de humanisten gezien als noodzakelijk voor een goed begrip van Latijn en Latijnse literatuur, en voor een grondige kennismaking met de theorie en de praktijk van de retorica. Daarnaast werd het essentieel geacht voor het bestuderen van de bijbel en voor theologie, en waardevol vanwege de opvoedende waarde van veel Griekse geschriften. De invoering van het Grieks verliep in Utrecht niet zonder problemen zoals blijkt uit het volgende citaat van Macropedius:
De Grammaticae Institutiones die ik onlangs voor zowel Latijn als Grieks had vervaardigd om ze voor de studenten van onze school te laten drukken, heb ik op aansporing van vrienden en broeders gezuiverd (om het zo maar te zeggen) van Griekse zaken en beperkt tot alleen Latijnse regels; zodoende ben ik bepaalde haters van een goede opleiding (...) voor het ogenblik ter wille.— Voorwoord van de Institutiones Grammaticae, 1538. Vertaling Giebels & Slits
Later slaagde Macropedius erin de tegenstand te overwinnen en werd zijn school geprezen vanwege haar afgestudeerden die zeer goed thuis waren in het Grieks.
Bij onderwijs in humanistische zin stond een goede verstandhouding tussen meester en leerling voorop. Met liefde was meer te bereiken dan met een pak slaag. Beter was het om de leerlingen te stimuleren door onderlinge wedijver, bijvoorbeeld door prijzen uit te loven aan goede leerlingen. Macropedius was, net als Erasmus, van mening dat een schoolleider niet heerszuchtig of autoritair mocht zijn en moest onderwijzen met de rede, niet met de roede. Ook hechtten de humanisten veel waarde aan de ontwikkeling van het geheugen. De leerstof moest daartoe begrijpelijk zijn, ordelijk ingedeeld en moest herhaaldelijk gerepeteerd worden. Macropedius gebruikte rijmpjes om de grammaticaregels makkelijker te kunnen onthouden. Hij verklaarde daarover:
Ik heb die versjes alleen maar erbij gezet om het onzekere geheugen van de leerlingen op een of andere manier te steunen. (...) Want gedichtjes nemen ze altijd gemakkelijker op in het scheepje van de geest en die blijven ook langer hangen; en niet alleen spreken nieuwe leerlingen ze gemakkelijker uit maar ze vinden het ook veel leuker om ze op te zeggen.— Voorwoord van de Institutiones Grammaticae, 1538. Vertaling Giebels & Slits
De lesstof diende naar het oordeel van de humanisten geleidelijk en voorzichtig te worden toegediend. Macropedius beschreef dat aldus:
... dat ik mijn leerlingetjes ter wille ben, die eerst melk nodig hebben, en niet meteen de vaste spijs van de allersterksten.— Voorwoord van Syntaxeos Praecepta, 1533. Vertaling Giebels & Slits
Ook belangrijk waren de oefeningen die leerlingen moesten maken, eerst oefeningen in het vertalen en later vooral in het opstellen van brieven en het maken van gedichten. Over het belang van die oefeningen, door hem exercitia genoemd, schreef Macropedius:
Onder de verschillende 'exercitia' van onze school is er wel geen enkele naar mijn mening, waartoe ge in uw eigen belang meer moet worden aangespoord, ja toe gedreven moet worden, dan tot het vlijtig schrijven en volgens de regelen der kunst opstellen van brieven. Want door deze oefening bereikt ge beter het doel der studie van de bonae litterae: een correct schriftelijk en mondeling taalgebruik ... .— Inleiding van Epistolica, 1543. Vertaling Giebels & Slits

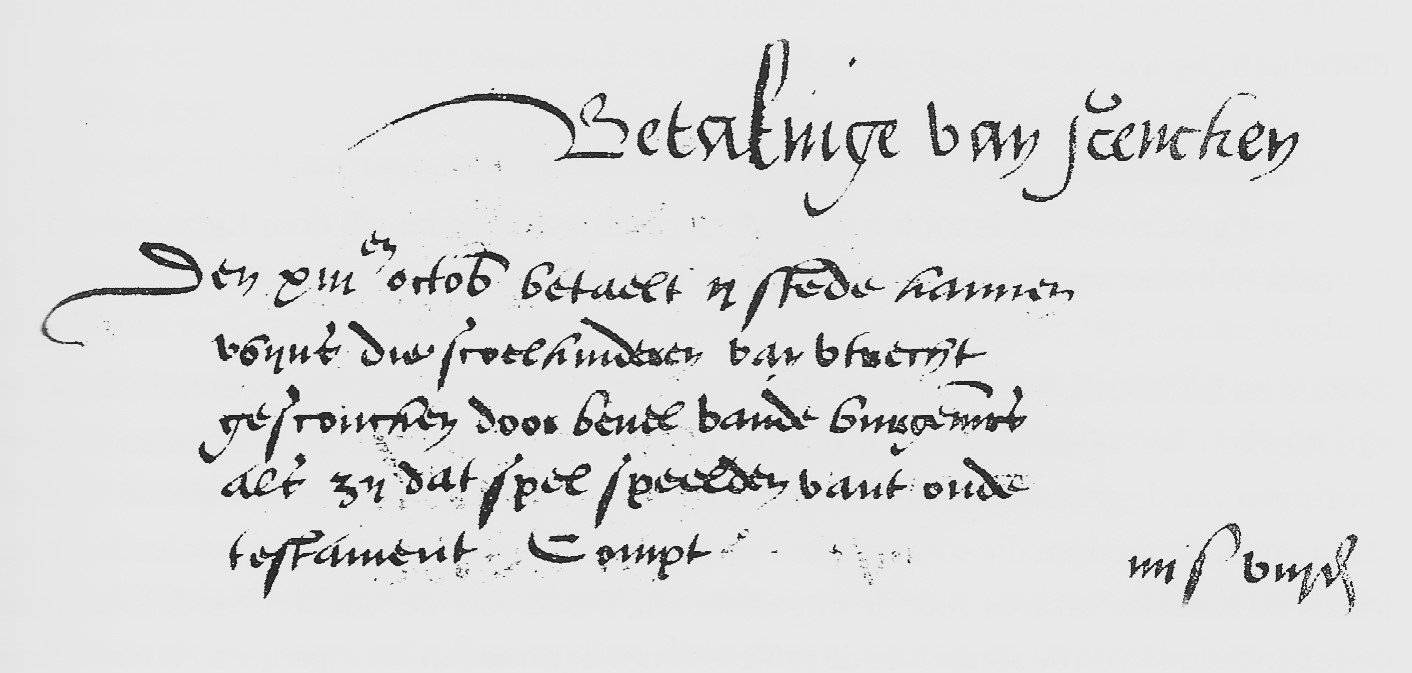
Bewijs van betaling van 13 oktober 1552 voor een opvoering van Utrechtse leerlingen die in Gouda .. dat spel speelden vant oude testament, oftewel 'Adamus'.

Een ander populair humanistisch leermiddel dat Macropedius toepaste, was het spelen van Latijnse toneelstukken. Eigenaardig genoeg zeggen de bekendste humanistische theoretici uit die tijd, Erasmus en Vives, er niets over. Het toneelspelen werd met name gepropageerd door rectoren van scholen. Velen van hen schreven de toneelstukken zelf, zoals Petrus Nannius, rector in Alkmaar, Willem de Volder, rector in 's-Gravenhage, Cornelius Schonaeus, rector in Haarlem, en ten slotte Macropedius en zijn opvolger in Utrecht, Cornelius Laurimanus. Macropedius motiveerde het toneelspelen – en dan vooral van komedies – aldus:
Een komedie ... levert de redenaar instrumenten om zijn gevoelens te uiten en leert degene die een logisch betoog wil houden, toepasselijke argumenten te vinden. ... Want als je goed oefent voor een opvoering, wordt je taal ontdaan van fouten en stroefheid, door mee te doen aan een blijspel krijg je niet alleen een zekere vlotheid maar ook een wonderbaarlijk zelfvertrouwen bij het spreken in het openbaar. Ook als je alleen maar als toeschouwer aanwezig bent, zul je ten eerste je goed amuseren en ten tweede jezelf verrijken met de allerbeste lessen voor het leven.— Proloog van Andrisca, 1538. Vertaling Giebels & Slits
Gewoonlijk gaven de leerlingen van de Hieronymusschool tweemaal per jaar een voorstelling. Vaak werden dan twee stukken gespeeld, een tragedie en een komedie. Toneelopvoeringen vonden niet alleen in de beslotenheid van de school plaats, maar ook op het plein voor het stadhuis. De leerlingen hielpen de Utrechtse bevolking de Latijnse stukken te begrijpen en er een les uit te trekken, door de prologen, epilogen en inhoudssamenvattingen in de landstaal uit te spreken. Het stadsbestuur beloonde de spelers en hun helpers met drinkgeld. Ook is bekend dat Utrecht subsidie verleende voor het maken van kostuums, het opbouwen van een podium en het spannen van zeilen. Verder werden soms voorstellingen uitgewisseld met andere steden. Zo bezocht Macropedius in 1552 met zijn leerlingen de Latijnse school in Gouda, waar ze Adamus opvoerden, het toneelstuk dat Macropedius dat jaar geschreven had.

#### Schrijver

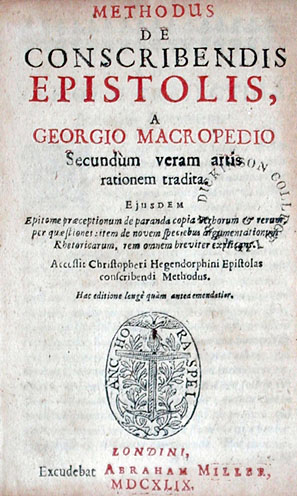
Laatste druk van Epistolica, Londen 1649, 106 jaar na de eerste druk. Het is een herdruk met aanhangsels, onder de titel Methodus de Conscribendis Epistolis. Dickinson College, Carlisle, Pennsylvania, USA

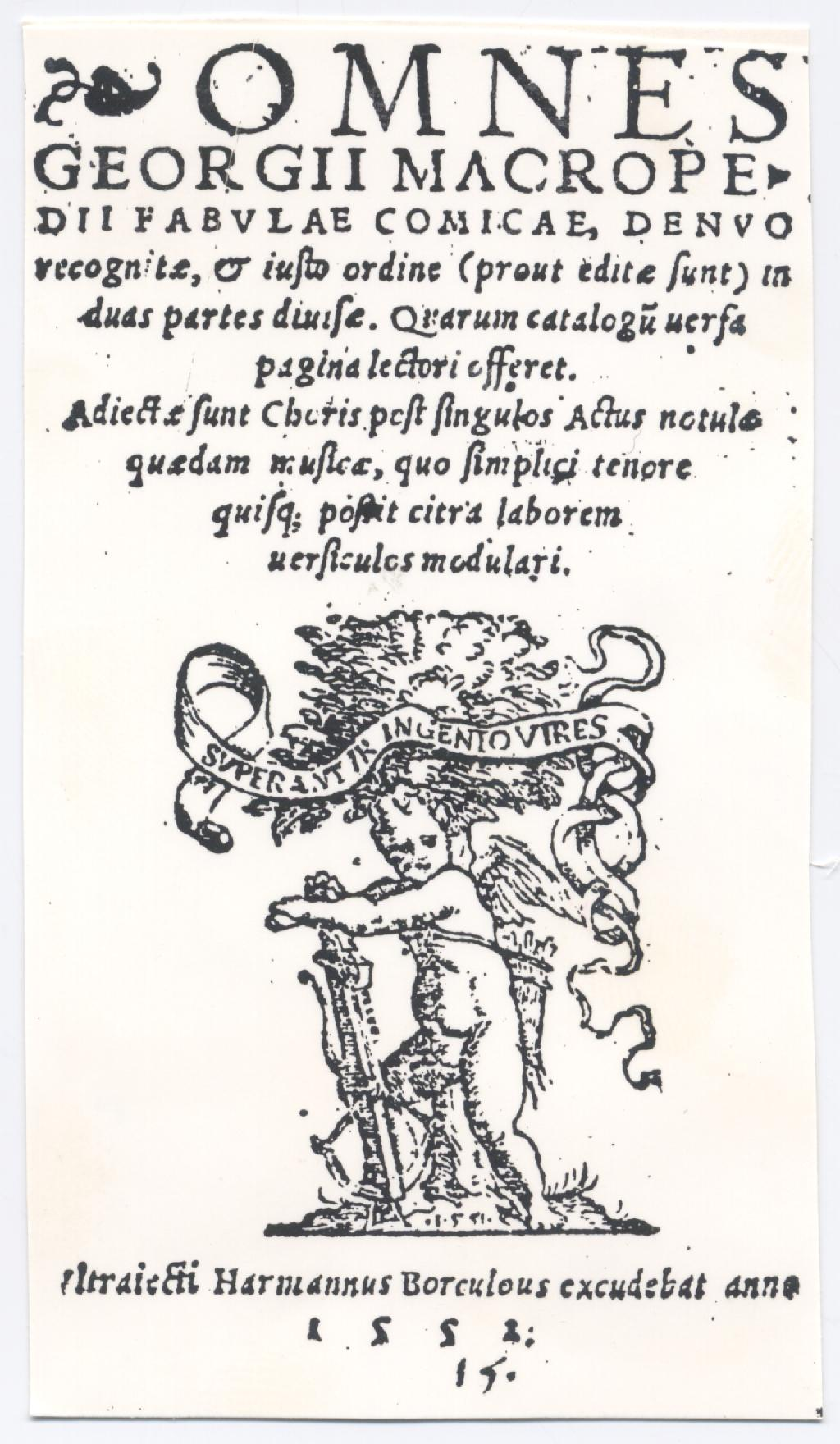
Titelpagina van deel I van de verzamelde toneelstukken Omnes Georgii Macropedii Fabulae Comicae, gedrukt door Harmen van Borculo, Utrecht 1552. De afbeelding is een drukkersvignet van Van Borculo: Amor die zijn boog spant. Koninklijke Bibliotheek Den Haag.

Gebaseerd op zijn praktijkervaringen en in lijn met de humanistische ideeën over onderwijs schreef Macropedius een tiental schoolboeken. Het betreft vier taalboeken voor het leren van Latijn en Grieks, twee boeken over Latijnse teksten in de kerk, en verder leerboeken over logica, tijdrekenkunde, het maken van gedichten en het schrijven van brieven. Dat laatste boek, getiteld Epistolica, verscheen in 1543 en werd het bekendste schoolboek van Macropedius. Het werd ook in Duitstalige gebieden en in Engeland een groot succes. Er zijn 36 drukken van bekend, waarvan de laatste verscheen in 1649 in Londen, 106 jaar na de eerste druk. Eveneens succesvol was zijn eerste boek Graecarum Institutionum Rudimenta, een Griekse grammatica voor beginners, met dertien drukken, waarvan acht in Parijs. Van de tien schoolboeken samen zijn 81 drukken verschenen.
Macropedius was op jonge leeftijd begonnen met het schrijven van toneelstukken voor zijn leerlingen. Als rector in Utrecht besloot hij zijn stukken te publiceren, zodat ze ook beschikbaar kwamen voor andere scholen. De eerste publicatie vond plaats in 1535. Het betrof een boekje dat twee stukken bevatte: Aluta en Rebelles. Macropedius publiceerde in totaal twaalf stukken, waaronder vijf kluchten en zeven ernstige stukken. Het bekendste toneelstuk van Macropedius is het serieuze Hecastus uit 1539. Het stuk is een vrije bewerking in humanistische geest van het Middelnederlandse Elckerlijc en had enorm veel succes. Voor het einde van de zestiende eeuw was het talloze malen gedrukt en opgevoerd, zowel in het Latijn als in vertaling. Uit de periode 1539-1586 zijn twaalf drukken van het werk bekend en uit de zestiende eeuw acht vertalingen waarvan zes in het Duits, een in het Zweeds en een (niet uitgegeven) in het Deens. Ook is een Zweedse vertaling gepubliceerd in 1681, 142 jaar na de eerste uitgave.
Zoals in veel Latijnse scholen was het ook in Utrecht gebruikelijk dat elk jaar een schoolzang werd uitgevoerd. Een schoolzang, in het Latijn carmen scolasticum, had een stichtelijke strekking en wordt ook wel cantilene genoemd. De zang bevatte leerzame elementen zoals een niet-alledaagse versmaat, nieuwe woorden of mythologische verwijzingen. Macropedius heeft vele van deze schoolzangen geschreven, zowel de tekst als de muziek. De leerlingen voerden deze cantilenen uit op de vooravond van Sint-Maarten; ze worden daarom vaak aangeduid als Cantilenae Martinianae. De uitvoeringen werden, net als de toneelvoorstellingen, niet alleen gegeven voor de medeleerlingen, maar vaak ook voor de Utrechtse burgers en het stadsbestuur. Van de door Macropedius geschreven schoolzangen zijn er acht in druk bewaard gebleven.
In de eerste vijftien jaar dat Macropedius rector was in Utrecht publiceerde hij vrijwel elk jaar een schoolboek of toneelstuk en schreef hij vele schoolzangen. In 1545 brak een periode van zes jaar aan waarin er geen vermeldenswaardige publicaties van zijn hand verschenen. Het was voor Macropedius een zorgelijke tijd. Hij werd geplaagd door hevige jichtaanvallen, die hem dwongen te lopen met behulp van een stok en te schrijven met de linkerhand. De stad werd in dat jaar getroffen door een pestuitbraak die vele doden eiste. In de jaren daarna kreeg Utrecht extra belastingen opgelegd waaraan de Broeders van het Gemene Leven een bijdrage moesten leveren. In 1547 moest de Utrechtse geestelijkheid zelfs de helft van haar inkomsten afdragen. En hoewel de school steeds meer leerlingen trok, zag Macropedius enkele van de beste leerkrachten vertrekken. In die periode gaf Macropedius te kennen dat hij van zijn taak als rector en docent ontheven wilde worden. Aan zijn wens om zich in stilte te kunnen wijden aan wetenschap en letteren werd echter niet voldaan.
Enkele jaren later kwam de stroom van publicaties weer op gang. Macropedius schreef vanaf 1551 elk jaar het schoollied en hij publiceerde in de periode tot zijn vertrek nog twee schoolboeken en drie toneelstukken. In de jaren 1552-1554 heeft Macropedius zijn verzamelde toneelwerken herzien, uitgebreid, voorzien van muziek en in twee banden opnieuw uitgegeven in Utrecht: Omnes Georgii Macropedii Fabulae Comicae. In deze uitgave ontbreekt alleen het stuk Jesus Scholasticus, dat hij publiceerde in 1556.

### Laatste jaren
In 1557 of 1558 nam Macropedius als zeventigjarige ontslag als rector van de Utrechtse Hieronymusschool. Hij verliet de stad en keerde terug naar Brabant. In het fraterhuis van de Broeders van het Gemene Leven in 's-Hertogenbosch stierf hij eind juli 1558 tijdens een pestepidemie. Hij werd begraven in de Fraterskerk. Oud-leerlingen hebben in 1562 voor hem in de kerk een grafmonument laten oprichten, waarop een inscriptie was aangebracht met een grafdicht van Cornelius Valerius. Daarboven werd een schilderij geplaatst met het portret van hun geliefde leermeester. Het monument en het schilderij zijn mogelijk in 1566 vernield tijdens de beeldenstorm die daar woedde. De fraterskerk zelf werd in de periode 1800-1811 afgebroken.
In 1565 publiceerde een zestal oud-leerlingen een dichtbundel om hun leermeester te herdenken: Apotheosis D. Georgii Macropedii. De redactie was in handen van Simon Pelgrom, die zelf twee grafdichten bijdroeg. In de bundel werd ook het grafschrift van Cornelius Valerius opgenomen, dat was aangebracht op het grafmonument. Het grootste deel van de inhoud werd echter geleverd door Christophorus Vladeraccus. Hij schreef de eigenlijke Apotheosis, een gedicht van vijfhonderd verzen waarin hij Macropedius eerde als 'een groot man, naast de grote Erasmus'. Daarnaast droeg hij nog vijf kortere gedichten bij.

## Werken

### Schoolboeken

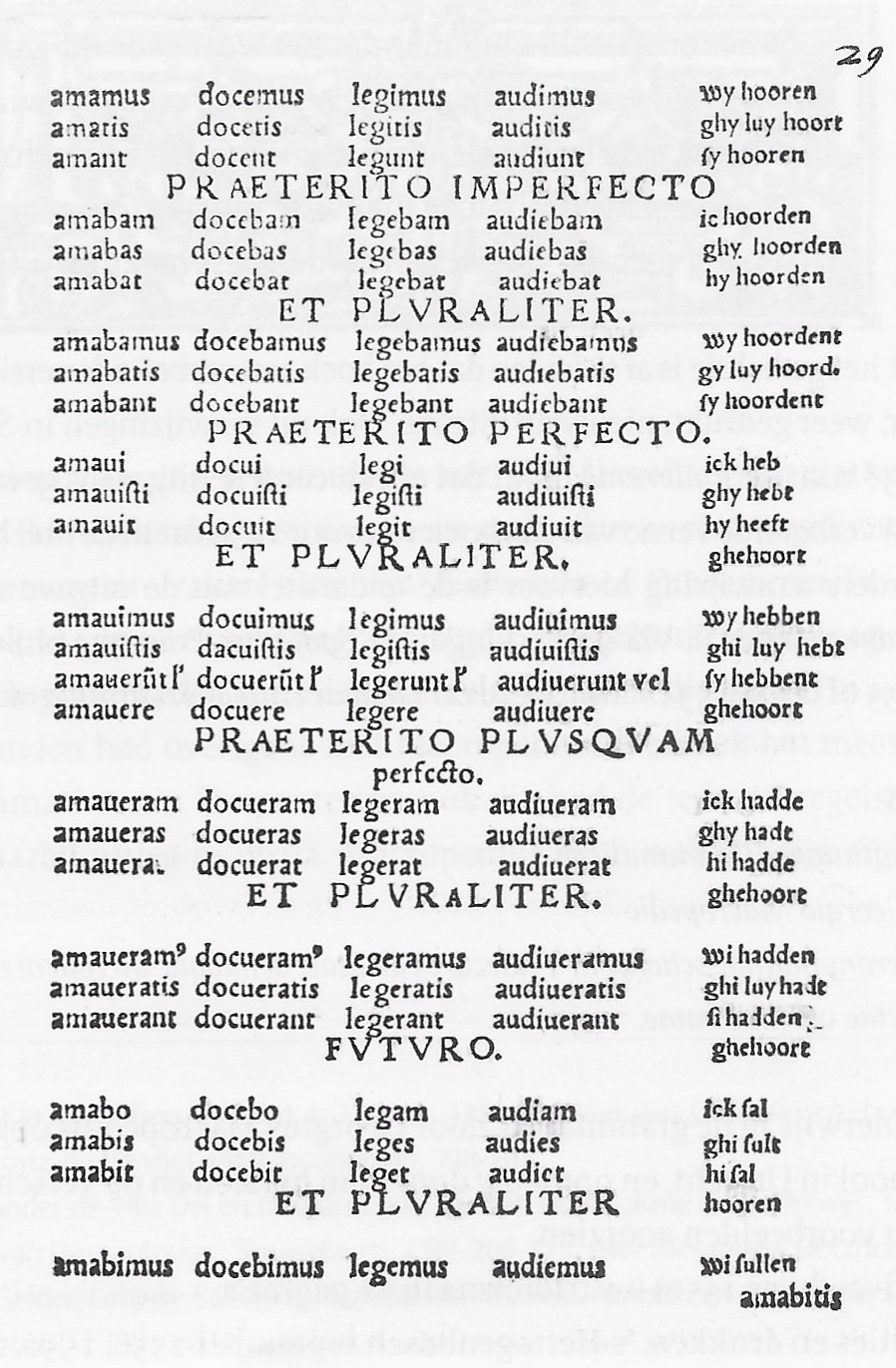
Bijlage bij het boek Fundamentum Scholasticorum met een deel van het schema van de vervoeging van het werkwoord, met rechts de Nederlandse vertaling. Universiteitsbibliotheek Gent

- Graecarum Institutionum Rudimenta (1530)
Een elementair leerboek Grieks. De vormleer wordt behandeld met behulp van 25 schema's. Na elk schema volgen de in het Latijn gestelde annotaties van Macropedius, met uitleg en opmerkingen.[42]
- Fundamentum Scholasticorum (1533 of 1534)
Elementaire Latijnse spraakkunst, waarin ook de Griekse letters behandeld worden. De leerstof heeft voornamelijk de vraag- en antwoordvorm, waarbij het antwoord meestal wordt gegeven in de vorm van een schema.[43]
- Syntaxeos Praecepta (1533)
Een Latijnse spraakkunst, met daarin verwerkt een Griekse spraakkunst, voor de iets gevorderde leerling. De regels die geleerd moeten worden hebben de versvorm.[44]
- Simplex Disserendi Ratio (1536)
Een leerboek over de dialectica, dat gedeeltelijk ook de retorica en de logica behandelt, en voorschriften bevat voor het houden van disputen en voordrachten. De behandelde stof is humanistisch van aard, hoewel de scholastiek niet geheel is verdwenen.[45]
- Institutiones Grammaticae (1538)
Een Latijnse vormleer voor de iets gevorderde leerling, met de regels in versvorm. In het voorwoord vermeldt Macropedius, dat hij zeer tegen zijn zin het Griekse gedeelte van de grammatica heeft laten vervallen.[46]
- Prosoedia (1541)
Een leerboek versleer, primair gericht op Latijn met enkele voorbeelden Grieks. De leerling leert technisch juiste gedichten te maken.[47]
- Kalendarius (1541)
Dit werk is het enige niet-taalkundige schoolboek van Macropedius. Het is een vierdelig leerboek inhoudende twee kalenders met de kerkelijke feestdagen, een klein traktaat over kerkelijke tijdrekening en een beknopte inleiding in de rekenkunde.[48]
- Epistolica (1543)
Een leerboek voor het schrijven van brieven. Aan de orde komen onder andere: soorten brieven, adressering, titulatuur, aanhef en einde, volgorde van onderwerpen in de brief, inkleding, stijl van schrijven en stijlfiguren.  Dit werk vormde een belangrijk onderdeel van het gehele onderricht, dat gericht was op een actieve beheersing van het Latijn. Het boek is vele malen herdrukt met verschillende aanhangsels, veelal onder de titel Methodus de Conscribendis Epistolis.[49]
- Hymni et Sequentiae (1552)
Teksten van de wisselende gezangen voor de zon- en feestdagen van het kerkelijk jaar, met een korte uitleg van moeilijke woorden.[50]
- Evangelia Et Lectiones Sacrae Epistolae dictae (1555)
Teksten van de voorgeschreven lezingen van het evangelie en het epistel voor zon- en feestdagen, met een uitleg van moeilijke en verklaring behoevende woorden in het Latijn en in het Nederlands.[51]

### Kluchten

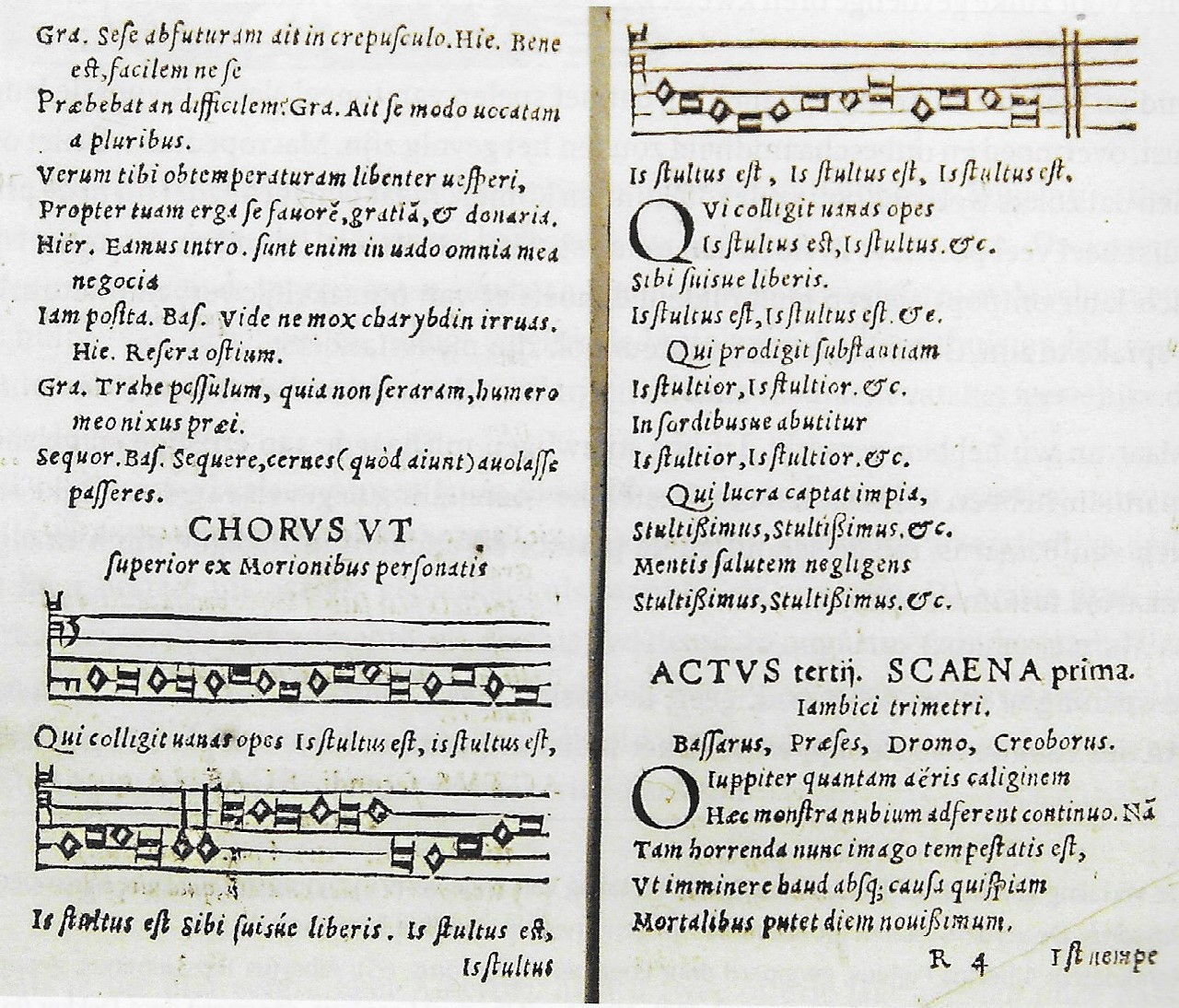
Twee pagina's uit de 'Omnes'-editie van 'Bassarus', met een lied gezongen door een koor van narren. De aanhef luidt in vertaling Wie ijdele rijkdom vergaart, is dwaas.

- Aluta (1535)
Een vastenavondklucht waarin boerin Aluta uit Bunschoten probeert haar kippen en een haan op de markt in Utrecht te verkopen. Een man die beweert een neef van haar te zijn, belooft dat voor haar te doen. Ze gaat naar de herberg om daar op hem te wachten. Als voorschot bedrinkt Aluta zich, maar als haar 'neef' niet verschijnt moet ze met haar laatste bezit, de haan, betalen. Onderweg naar huis valt ze in slaap en wordt van bijna al haar kleren beroofd. Als Aluta uiteindelijk stomdronken en halfnaakt thuiskomt weet ze niet meer wie ze is en waar ze is. Haar man vraagt de pastoor om bij haar de duivel uit te drijven. Die weet Aluta bij zinnen te brengen. De dieven worden gepakt.[52]
- Rebelles (1535)
Een schoolklucht. Twee moeders, elk met een verwende zoon die op school klappen krijgt, brengen hun jongens uit wanhoop naar schoolmeester Aristippus. Ze eisen daarbij dat hun oogappels geen lijfstraffen zullen ondergaan. Als de jongens zich ook op deze school misdragen en toch getuchtigd worden, nemen de moeders hen van school en geven hen geld mee om zich als koopman te bekwamen. Nadat ze in een herberg beroofd zijn, gaan de twee zelf op roverspad en worden snel gearresteerd. De aanvankelijk vermaledijde Aristippus redt de jongens van de strop.[53]
- Petriscus (1536)
Een schoolklucht over Petriscus, die vaak spijbelt en daartoe de handtekening van zijn vader vervalst. De vader meldt dat aan de schoolmeester, die de spijbelaar daarop vreselijk tuchtigt. Petriscus steelt daarna vijftien gouden munten van zijn vader en brengt de buit naar twee foute vrienden. Als tegenprestatie gaan die twee op rooftocht en vragen ze een van hun vriendinnetjes om Petriscus ondertussen lekker te verwennen. Op hulpgeroep van buiten gaat Petriscus poolshoogte nemen en treft daar zijn vrienden aan die bezig zijn een boer te beroven. Hij raakt erbij betrokken en wordt samen met zijn vrienden gearresteerd en ter dood veroordeeld. Petriscus bezweert zijn ouders en de schoolmeester dat hij spijt heeft en tot inkeer is gekomen. Zij helpen hem, waardoor hij als enige van de drie aan de galg kan ontsnappen.[54]
- Andrisca (1538)
Een vastenavondklucht. Andrisca en Porna, twee vrouwen uit Bunschoten, zijn gehuwd maar weigeren in het gareel van het huwelijk te lopen. Andrisca is drankzuchtig en dominant; ze overlaadt haar man met scheldpartijen en tuigt hem af. Porna is overspelig en ontvangt haar minnaar de pastoor vaak in haar bed. De twee echtgenoten besluiten op Vastenavond tot drastische maatregelen. Andrisca moet een knuppelgevecht 'om de broek' aangaan met haar man, dat zij verliest. Porna wordt door haar man, die leerlooier is, tot bloedens toe afgeranseld, met zout ingesmeerd en ingenaaid in een paardenvel. Na een verzoening genieten de twee echtparen samen een feestelijke maaltijd.[55]
- Bassarus (1540)
Een vastenavondklucht met vermommingen, schijnheiligheid, leugentjes, diefstal, dobbelspel, de bedriegers bedrogen, en een feestmaal tot slot. De koster van Bunschoten steelt met zijn zoontjes en het hulpje van de schout de ingrediënten van het avondmaal van de pastoor, van de schout en van het hulpje zelf, en nodigt de drie bestolenen bij hem thuis op het vastenavondmaal. Na het eten doet de koster tot aller hilariteit de herkomst van de bestanddelen van het feestelijke diner uit de doeken.[56]

### Ernstige toneelstukken

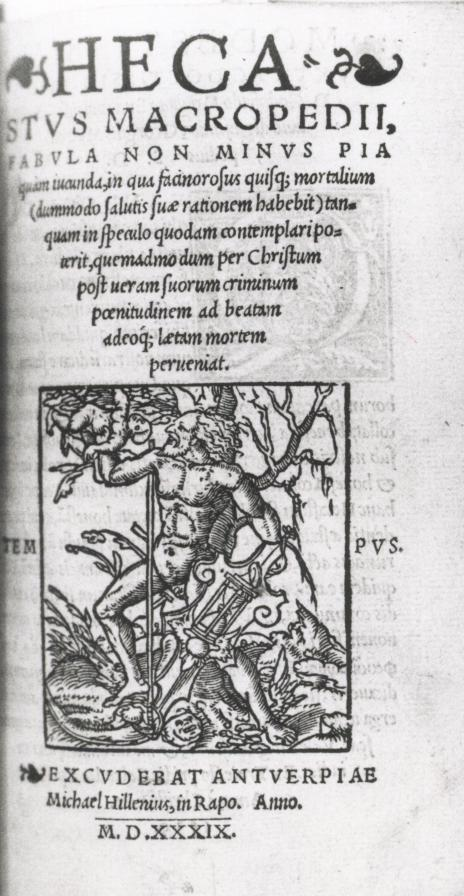
Eerste uitgave van Macropedius' Hecastus, door Michael Hillen in Antwerpen 1539. Het drukkersvignet stelt Vader Tijd voor die een van zijn eigen kinderen opeet. Hij heeft een zandloper en een zeis bij zich. Brabant Collectie, Universiteit van Tilburg.

- Asotus (1537)
Een Bijbels spel dat gebaseerd is op de gelijkenis van de verloren zoon uit het Lucas-evangelie. De jongste van twee zonen, een losbol, vraagt om zijn erfdeel, gaat op reis en verkwist alles. Berouwvol keert hij terug naar huis. Zijn vader is blij en laat het vetste kalf slachten. Daarop wordt de deugdzame oudste zoon woedend; voor hem is nog nooit een feest aangericht. De vader kalmeert hem: 'Je broer was dood en is weer tot leven gekomen; hij was verloren en is gevonden'.[57]
- Hecastus (1539)
Een bewerking in humanistische geest van het Middelnederlandse Elckerlijc. Hecastus, een levensgenieter, hoort van een boodschapper van God dat hij diezelfde dag gaat sterven. Hij gaat tevergeefs op zoek naar iemand die voor hem wil pleiten als hij zich voor God moet verantwoorden. Nadat hij door familie en vrienden in de steek is gelaten, wordt zijn uiteindelijke redding bewerkt door de allegorische personages Fides (Geloof) en Virtus (Deugd).[58]
- Lazarus Mendicus (1541)
Een Bijbels spel dat gebaseerd is op de gelijkenis van de rijke man en Lazarus uit het Lucas-evangelie. De bedelaar Lazarus klopt vergeefs aan bij de rijke Laemargus. Als hij van de honger sterft, dragen engelen hem in Abrahams schoot. Vrijwel tegelijkertijd overlijdt de gevoelloze Laemargus, waarop twee duivels zich meester maken van zijn ziel. Vanuit de hel smeekt Laemargus Abraham tevergeefs om hulp.[59]
- Josephus (1544)
Een Bijbels spel, gebaseerd op het verhaal van Jozef en de vrouw van Potifar uit het boek Genesis. Jozef is de lievelingszoon van Jacob. Zijn jaloerse broers verkopen hem aan kooplui uit een karavaan die op weg is naar Egypte. Nadat Jozef daar is doorverkocht aan Potiphar en hij de toenadering van diens vrouw Aegla heeft afgewezen, belandt hij door haar valse beschuldigingen in de gevangenis. Na zijn rehabilitatie verwerft hij grote macht in Egypte.[60]
- Adamus (1552)
Het stuk verbeeldt de Bijbelse geschiedenis in vijf tableaus: Kaïn en Abel, Abraham en Isaak, het Joodse volk in de woestijn, David en Goliath en enkele profeten, en als laatste de Boodschap aan Maria en haar bezoek aan Elisabeth. In de koorliederen tussen de taferelen geven Adam en Eva commentaar op de weergegeven gebeurtenissen. In die liederen wordt ook het verlangen van de mensheid naar genade en verlossing tot uitdrukking gebracht.[61]
- Hypomone (1554)
Een allegorisch stuk, waarin Hypomone (Geduld) en haar zuster Graphe (de Heilige Schrift) troost bieden aan de Bijbelse Job, Lazarus, David, Elia en Tobias, evenals aan wezen, zieken, behoeftigen en een groep die model staat voor scholieren. Allen geraken ten slotte tot geestelijke vreugde.[62]
- Jesus Scholasticus (1556)
Een Bijbels spel dat gebaseerd is op het verhaal van Christus in de tempel uit het Lucas-evangelie. Als Jezus twaalf jaar is mag hij met zijn ouders mee naar Jeruzalem voor het paasfeest. Zonder dat Maria en Jozef het merken blijft hij in Jeruzalem achter als zij de stad verlaten. Hij neemt deel aan de discussies in de tempel en onderwijst daarin de schriftgeleerden.[63]

### Schoolzangen

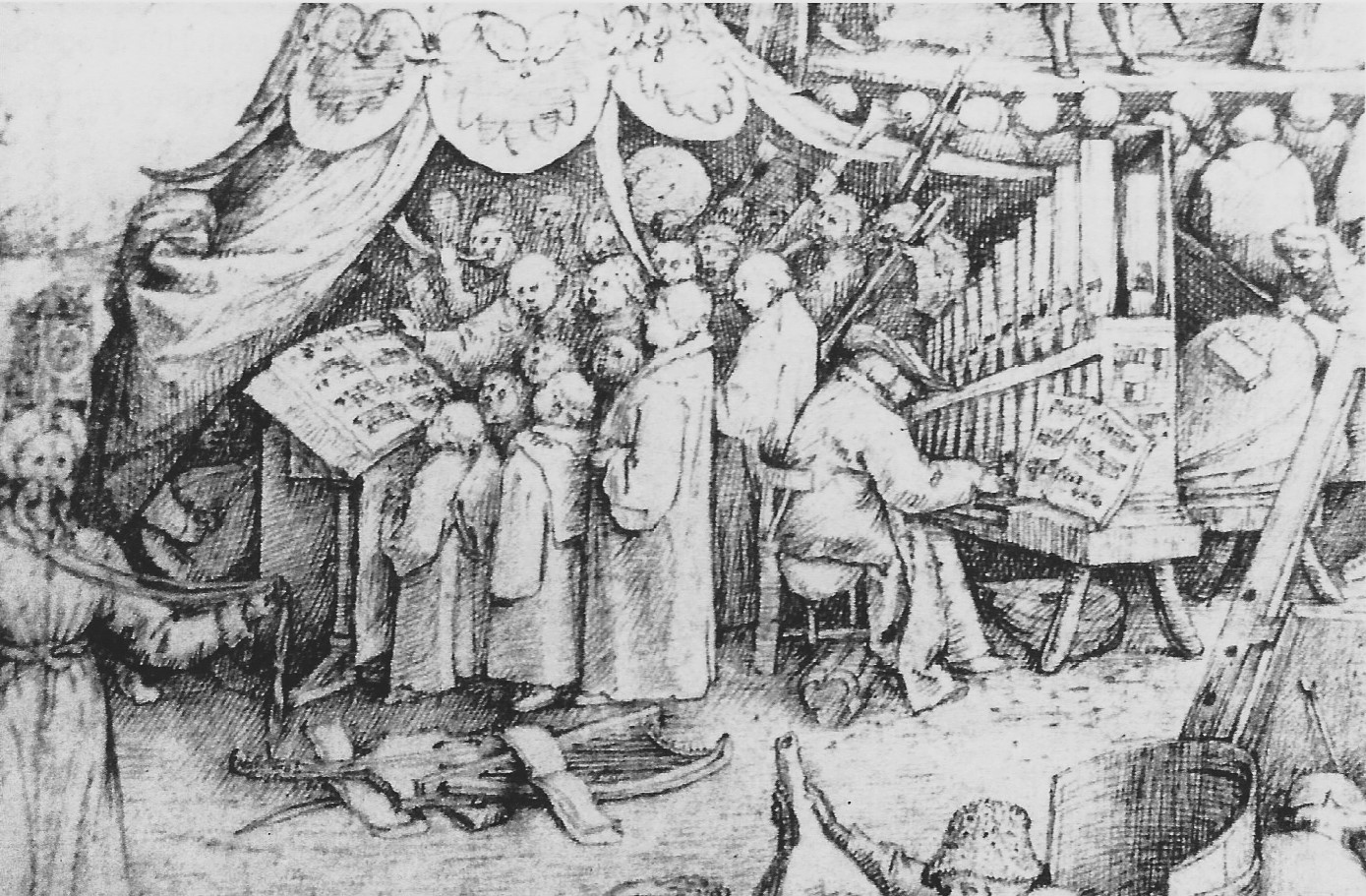
Een jongenskoor met orkest. Opvallend zijn het grote muziekboek en de blaasbalg van het orgel. Detail uit de gravure 'Temperantia' van Pieter Bruegel de Oude, circa 1546. Museum Boijmans Van Beuningen.

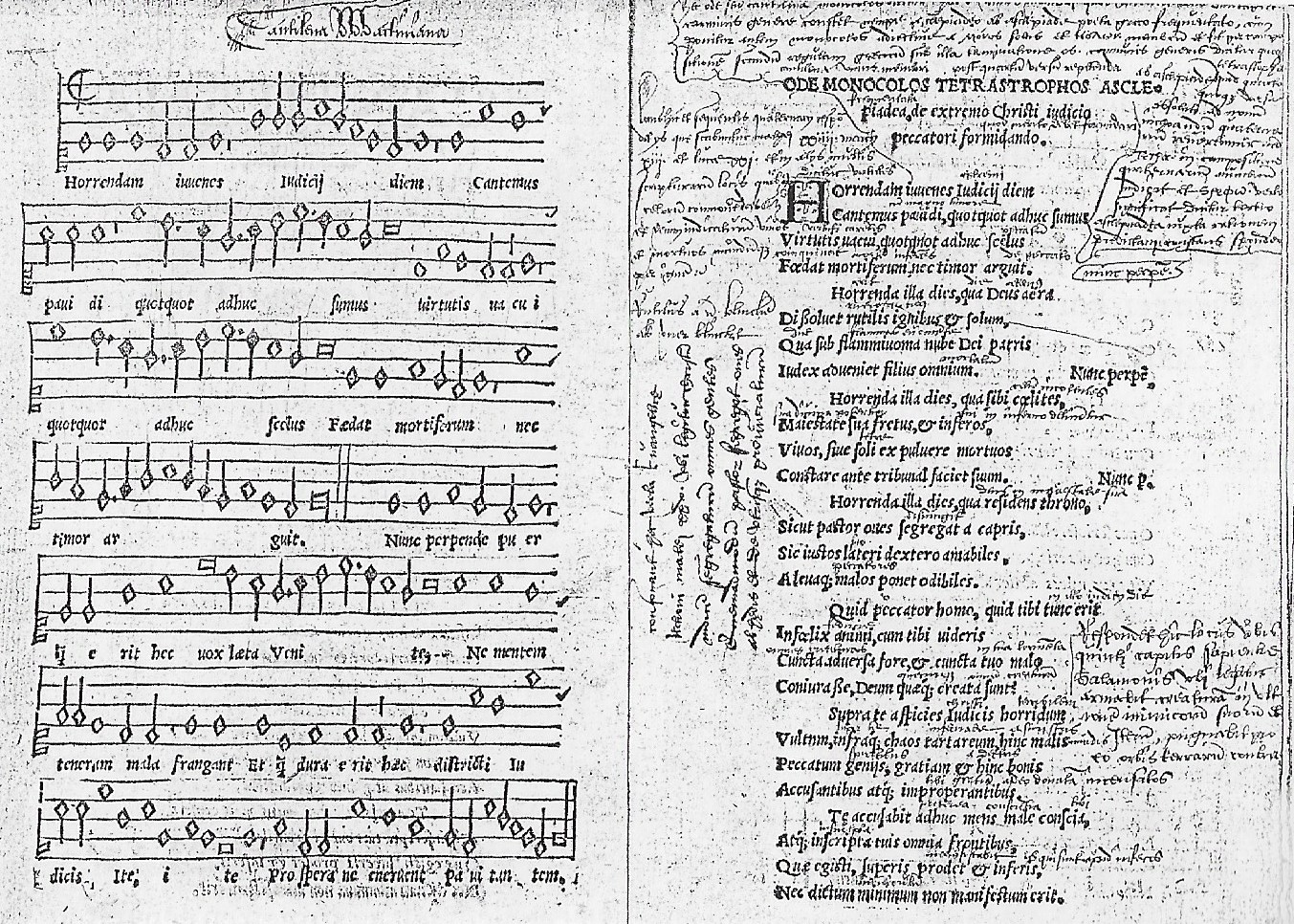
Twee pagina's uit de cantilene van Macropedius uit 1539, met aantekeningen. Links de melodie met de tekst van het eerste couplet en het refrein. Rechts het eerste deel van de tekst met het refrein.

- Ode de extremo Christi iudicio peccatori formidando, 1539
'Zang over het Laatste Oordeel, dat de zondaar vrezen moet'. Het lied telt 32 coupletten en een refrein die alle vierregelig zijn, zoals bij vrijwel alle bekende schoolzangen van Macropedius het geval is. Deze zang telt daarmee in totaal 132 regels.[64]
- Ode di Mortis imagine, quemadmodum utriusque fortunae casibus medicatur, 1540
'Zang over het denken aan de Dood, hoe dit in voorspoed en in tegenspoed helpt'. Het lied telt 25 coupletten en een refrein, in totaal 104 regels.[65]
- Ode de Traiectinae Civitatis Laudibus, circa 1543
'Zang over de lofprijzingen van de stad Utrecht'. Deze cantilene is met 78 coupletten de langste uit de serie en heeft een refrein van slechts twee regels, in totaal 314 regels.[66]
- Ode de immensis erga nos Dei beneficiis, 1544
'Zang over Gods onmetelijke weldaden jegens ons'. De zang telt 41 coupletten en een refrein, in totaal 168 regels.[67]
- Ode di Natali Christiano, 1551
'Zang over Christus' geboorte', met 37 coupletten en een refrein, in totaal 152 regels.[68]
- Ode Genethliaca, Christo Nato Modulanda, 1552
'Geboortelied, te zingen voor Christus' geboorte'. Het lied telt 33 coupletten en een refrein, in totaal 136 regels.[69]
- Ode de nativitate Christi, 1553 of 1554
'Zang over Christus' geboorte'. Van dit lied zijn slechts twee coupletten en een refrein bewaard gebleven.[70]
- Sertum Rosaceum reverendo domino Nicolao Episcopo Hebronensi, ..., 1555
'Rozenkrans, samen met De Getijden opgedragen aan de eerwaarde heer Nicolaas, bisschop van Hebron, ...'. Ook dit lied is wat langer dan normaal: het heeft 50 coupletten en een refrein die bij wijze van uitzondering alle vijfregelig zijn. De zang telt derhalve in totaal 255 regels.[71]
- Septem horae canonicae divae virgini Mariae a pueris canendae, 1555
'Zeven getijden, door de jongens voor de goddelijke maagd Maria te zingen'. Deze cantilene telt 28 coupletten en heeft een refrein dat uit zes regels bestaat, in totaal 118 regels.[72]

## Persoonlijkheid
Macropedius was een man met een brede humanistische vorming. Hij was een autodidact die zich de zeven vrije kunsten had eigen gemaakt, en Latijn, Grieks en Hebreeuws beheerste. Hij was zeer belezen en kende de klassieke literatuur van Grieken en Romeinen, de Bijbel, de geschriften van de kerkvaders, evenals het werk van zijn humanistische geestverwanten. Hij was een trouwe volgeling van Erasmus; hij gebruikte diens werk, citeerde hem en verwees naar hem.
Niet alleen in geleerdheid muntte Macropedius uit, maar ook in godsvrucht, wijsheid, nederigheid, zachtmoedigheid en in toewijding aan zijn leerlingen. Hij zocht geen publiciteit en probeerde niet om in het gevlei te komen bij de machthebbers. Hij droeg zijn toneelstukken op aan rijke beschermheren, niet voor zijn eigen beloning, maar met het verzoek om armlastige leerlingen te ondersteunen. Zoals veel humanisten in Nederland en Duitsland – met name Erasmus – bleef Macropedius katholiek. Hij was conservatief en had respect voor autoriteit. Als hem duidelijk werd dat hij ervan verdacht werd af te wijken van de rechte leer van de Kerk, paste hij zijn teksten aan.
Macropedius was een harde werker. Hij was docent en rector van de school en tevens van het convict waarin studenten waren gehuisvest. Meermalen vertelt hij in het voorwoord of in de opdracht van zijn boeken en toneelstukken dat hij die in de nachtelijke uren geschreven heeft. Inspiratie vond hij in het schoolleven, in middeleeuwse kluchten, mysteriespelen en moraliteiten, in Latijnse en Griekse drama’s en in de Bijbel. De vorm was die van de Latijnse komedie waaraan hij als eerste koorliederen toevoegde.

## Nalatenschap

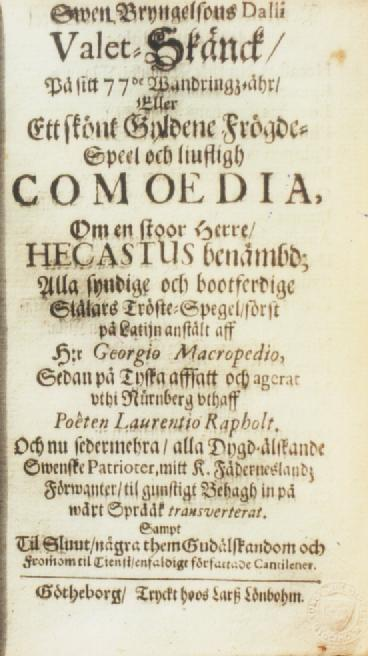
Titelpagina van Sven Dalius' Zweedse vertaling van Hecastus, gedrukt door Lars Löhnbohm in Göteborg in 1681. Koninklijke Bibliotheek, Stockholm

Na zijn dood bleven de schoolboeken van Macropedius in meerdere landen nog lang in gebruik en zijn toneelstukken bleven er populair. Zijn nalatenschap omvatte echter meer dan alleen waardevolle schoolboeken en toneelstukken. Als docent en rector van de Latijnse scholen in 's-Hertogenbosch, Luik en Utrecht had hij veel bijgedragen aan de hervorming van het onderwijs. Daarnaast had hij veel studenten opgeleid die later invloedrijke figuren werden in de Kerk, bij de overheid, in de wetenschap of in de kunst. Onder hen waren de grote kenner van het Grieks Arnoldus Arlenius, de taalkundige Willem Canter, de Leidse hoogleraar in de geneeskunde Johannes Heurnius, de jurist Elbertus Leoninus, de aardrijkskundige Gerard Mercator, de abt en historicus Simon Pelgrom, de classicus Adam Sasbout, de eerste bisschop van 's-Hertogenbosch en later Antwerpen Franciscus Sonnius, de in Italië succesvolle drukker Laurentius Torrentinus, de latere rector in 's-Hertogenbosch Christophorus Vladeraccus en de geneesheer Johannes Wier, die al in 1563 de heksenvervolgingen aan de kaak stelde.
In de loop van de zeventiende eeuw echter raakten de schoolboeken en toneelstukken van Macropedius in vergetelheid. Het Latijn, dat als verbindende factor in de Europese cultuur het brede succes van Macropedius mogelijk had gemaakt, raakte in onbruik en werd nu de oorzaak van zijn neergang. Hij werd nog wel vermeld in naslagwerken als bibliografieën, biografische repertoria en encyclopedieën, maar de informatie over hem en zijn werken was onvolledig en deels onjuist. Zelfs zijn Nederlandse naam werd veelal verkeerd gespeld. In die situatie kwam verandering aan het eind van de negentiende eeuw, toen wetenschappers de werken van Macropedius en zijn briefwisselingen nader gingen bestuderen.

## Hernieuwde aandacht
De eerste die Macropedius uit de vergetelheid haalde was de Belgische bibliograaf Ferdinand Vanderhaeghen. Hij publiceerde in de jaren 1880 de Bibliotheca Belgica, waarin hij een bibliografische beschrijving opnam van alle werken van Macropedius die hij kende. De publicatie werd kort daarna gevolgd door een aantal inhoudelijke studies die voornamelijk gewijd waren aan de toneelstukken van Macropedius. Uit analyses van zijn werken ontstonden nieuwe inzichten, niet alleen over de werken, maar ook over de auteur zelf. Ook uit bestudering van de brieven die hij schreef en ontving werd meer bekend over het persoonlijke leven van Macropedius. 

### Studies over Macropedius
In 1886 gaf Daniel Jacoby (1844-1918), een Duitse literatuurhistoricus, klassiek filoloog en pedagoog, de aanzet tot inhoudelijk onderzoek. Hij beschrijft Macropedius als een man met een scherp oog voor het burgerlijke en echte leven, en vergelijkt hem met de latere Nederlandse schilders die huishoudens weergaven op een 'meedogenloos realistische manier'. De Engelse literatuurwetenschapper Charles Herford (1853-1931) publiceerde in 1886 een vergelijkende studie over Engelse en Duitse literatuur in de zestiende eeuw. Herford noemt daarin Macropedius een geniale en briljante figuur. Aan het begin van de twintigste eeuw, in 1902, promoveerde de classicus Jan Hartelust (1854-1938) aan de Universiteit Utrecht op een studie naar het taalgebruik van Macropedius in Petriscus. Zijn proefschrift, waarin een editie van het stuk was opgenomen, was geheel in het Latijn geschreven. In 1904 verscheen Geschiedenis van drama en van het toneel in Nederland van de letterkundige en historicus J.A. Worp (1851-1917). Worp vindt de kluchten van Macropedius van grote komische kracht, goed in elkaar gezet en vol gedramatiseerde anekdotes.
In het midden van de twintigste eeuw werd Macropedius ook genoemd in twee Nederlandse studies naar renaissancehumanisme. In zijn dissertatie Humanisme en onderwijs in Nederland uit 1955 rekent P.N.M. Bot Macropedius tot de personen die veel hebben bijgedragen aan het verbreiden van het humanistische gedachtegoed. Hij verweet hem wel dat het stuk Petriscus, waarin Macropedius 'met welbehagen een ouderwetse kastijding schildert', feitelijk een pleidooi is voor een hardhandige aanpak van de leerlingen. Reinier Post, hoogleraar middeleeuwse geschiedenis aan de Katholieke Universiteit Nijmegen publiceerde in 1968 zijn studie The Modern Devotion, waarin hij kritisch is op het humanistische gehalte van Macropedius. Hij noemt hem wel een humanist, maar uit de strafscènes in de toneelstukken leidt Post af dat Macropedius weinig van de onderwijsprincipes van Erasmus had overgenomen.
In 1968 kreeg het onderzoek naar Macropedius een nieuwe impuls door het proefschrift over het toneelstuk Bassarus van Rudolf Engelberts, die promoveerde aan de Universiteit Utrecht. De publicatie van zijn studie leidde tot een aantal masterscripties en dissertaties aan de Radboud Universiteit en doctoraatsscripties aan de Katholieke Universiteit Leuven. Ook in Angelsaksische landen gaven universiteiten aandacht aan Macropedius. Thomas W. Best, hoogleraar aan de Universiteit van Virginia, publiceerde in 1972 – als nummer 218 in de World Authors Series van Twayne Publishers – een boek over Macropedius waarin hij diens toneelstukken analyseert. Best noemt Macropedius een van de eerste belangrijke toneelschrijvers van Europa sinds de oudheid. Minder lovend is hij over de vrouwenhaat die Macropedius herhaaldelijk tentoonspreidt wanneer hij vrouwen afschildert als geneigd tot boosaardigheid, drankzucht en lust. Best vindt dat Macropedius zich echter ook aangenaam verstandig toonde, door echtgenoten te adviseren hun vrouwen vastberaden te begeleiden, mild en zonder tirannie.
De van oorsprong Nederlandse hoogleraar aan de McGill-universiteit, Yehudi Lindeman, schreef in 1980 het essay Macropedius' Rebelles and Erasmus' Principles of Education, waarin hij de onderwijsfilosofie achter het toneelstuk analyseerde. Hij concludeert daarin min of meer tot zijn verrassing dat de onderwijsideeën van Macropedius dicht bij die van Erasmus staan. Hij toetst ook de verwijten van Best dat Macropedius vrouwvijandig is en lijfstraffen goedkeurt. Lindeman wijst erop dat Macropedius stukken schreef die aansloten bij de in die tijd algemeen aanvaarde overtuigingen over de positie van vrouwen in de maatschappij en het nut van lijfstraffen. Best laat naar de mening van Lindeman twintigste-eeuwse morele maatstaven te veel meespelen bij zijn beoordeling van toneelstukken uit de zestiende eeuw. Het gevaar daarvan is dat de ideeën die Macropedius wil overbrengen uit het zicht raken. Christopher C. Love, hoogleraar aan de Universiteit van Toronto, publiceerde in 1992 een studie over vijf Latijnse toneelstukken uit de zestiende eeuw. Twee daarvan zijn van de hand van Macropedius: Hecastus en Andrisca.
De belangstelling voor Macropedius hield aan het begin van de eenentwintigste eeuw aan. De biografie van Macropedius die de historicus Henk Giebels en de classicus Frans Slits in 2005 publiceerden, betekende een mijlpaal in de studie van Macropedius. In 2008 werd met het symposium The Latin Playwright Georgius Macropedius (1487–1558) in European Contexts aandacht besteed aan de vierhonderdvijftigste sterfdag van Macropedius. Een samenvatting van het symposium onder redactie van Jan Bloemendal, hoogleraar neolatinistiek aan de Universiteit van Amsterdam, verscheen in 2010. Bloemendal wijst in zijn inleiding op de vaak levendige weergave van de samenleving in de kluchten van Macropedius, en op de wijsheid en intellectuele diepte van zijn Bijbelse komedies.

### Heruitgaven en vertalingen
De Duitse literatuurwetenschapper Johannes Bolte (1858-1937) verzorgde in 1897 een heruitgave van Rebelles en Aluta. In de  inleiding roemt Bolte de gave van Macropedius om karakters levendig en helder te tekenen, waardoor zijn toneelstukken ver uitsteken boven die van andere schrijvers van zijn tijd. De hoogleraren Lindeman en Love vertaalden in het kader van hun studies naar Macropedius allebei twee toneelstukken: Rebelles en Bassarus, respectievelijk Hecastus en Andrisca. In 2009 publiceerde Jan Bloemendal alle Nederlandse vertalingen in de bundel Georgius Macropedius, Verzameld toneel.

### Geboortejaar
Lang werd gedacht dat Macropedius geboren was in 1475. Bron was een publicatie van de Leuvense hoogleraar oude talen Jean-Noël Paquot uit 1768. Zelf gaf Paquot geen bron op voor zijn vermelding dat het geboortejaar 1475 zou zijn. In 1968 kwam promovendus Engelberts het juiste geboortejaar op het spoor toen hij een briefwisseling uit de jaren 1548-1549 tussen Macropedius en Cornelius Valerius bestudeerde. In de brieven ging het onder meer over ziekte, leeftijd en levensverwachting. Door informatie uit verschillende brieven te combineren slaagde Engelberts erin het geboortejaar te deduceren als 1485 of 1486. In 1974 wees Alfred A.A. Dekker, in een artikel over de ontdekking van drie onbekende schoolzangen van Macropedius, op een interpretatiefout in de redenering van Engelberts. Hij bewees dat Macropedius geboren is in het jaar 1487 en dat de precieze datum waarschijnlijk 27 april is.

### Sporen in Gemert
Ook in zijn geboorteplaats werd aandacht aan Macropedius gegeven. In de eerste helft van de twintigste eeuw kende Gemert een toneelvereniging die zijn naam droeg. In 1953 besloot de gemeenteraad een straat naar hem te noemen in de te bouwen schrijversbuurt. Toen de Macropediusstraat later werd verlengd is de naam veranderd in Macropediusplantsoen. Van 1975 tot 1996 had Gemert een middelbare school met de naam Macropedius College. De naam verviel toen de school fuseerde met de overige scholen voor voortgezet onderwijs in Gemert en omgeving tot de scholengemeenschap 'Commanderij College'. De naam Macropedius is in 2020 weer in gebruik genomen voor de havo-vwo-locatie in Gemert.

### Toneelvoorstellingen
Vanaf de tweede helft van de twintigste eeuw werden de toneelstukken van Macropedius opnieuw opgevoerd voor publiek. Veelal gebeurde dat in samenwerking met onderwijsinstellingen, waarbij  Bassarus en  Hecastus vaak gespeelde stukken zijn. In 1974 vond een moderne opvoering plaats van Bassarus in het Stedelijk Gymnasium 's-Hertogenbosch in de vertaling van Engelberts uit 1968. In Gemert werd Bassarus  in 1975 ter gelegenheid van de opening van de eerste fase van het Macropedius College opgevoerd door een voor de gelegenheid gevormde toneelgroep. Er werden zeven voorstellingen gegeven en uit de groep ontstond de Gemertse amateurtoneelgroep 't Gat. De groep heeft in 1981 Andrisca in haar repertoire opgenomen en in 1986 een Macropedius-bewerking van de regisseur onder de titel Bassaraluta. In 1979 maakte het toneelgezelschap van het voormalige Hendrik van de Vlistcollege uit Utrecht een tournee door Nederland met het stuk Bassarus. De groep gaf circa twintig voorstellingen onder regie van Annemarie Prins, waaronder een in het toenmalig Macropedius College te Gemert. De theatergroep 'PIEK' speelde Hecastus in 1982 in Utrecht.
Ook buiten Nederland zijn de stukken van Macropedius opnieuw gespeeld. Hecastus bijvoorbeeld werd op 31 maart 2016 in het Latijn opgevoerd door studenten van het King's College in Londen. In 2023 organiseerde de Koninklijke Nederlandse Akademie van Wetenschappen het onderzoeksproject 'TransLatin' waarin toneelverenigingen en wetenschappers uit een aantal Europese landen aandacht gaven aan het toneelstuk Hecastus. De groep 'Lords of Misrule' van de Universiteit van York voerde het stuk op in het Engels op 23, 24 en 25 maart 2023 in York en op 5 juli tijdens het 'International Medieval Congress' in Leeds. Ook de Gemertse toneelgroep 't Gat nam deel aan het project en speelde op 4, 5 en 9 november 2023 in haar woonplaats het stuk in een Nederlandse vertaling.